# Breton (Alberta)
Breton es un pueblo canadiense situado en la provincia de Alberta.

## Superficie
Breton tiene una superficie de 1,72 km².

## Demografía
En 2021, tenía 567 habitantes, una densidad poblacional de 329,9 hab./km², y 296 viviendas.